# 小町紅
「小町紅」とは、江戸時代後期に始まる口紅（笹紅）艶紅の商標で、当時の高級ブランド口紅であった。
江戸時代後期以来今日まで、玉虫色の高級口紅の名として定着した商標である。
そもそも「小町紅」の商標は、京都四条通麩屋町東にあった紅屋「紅屋平兵衛」（屋号を紅平）の木村平兵衛が命名し使用し始めたものである。「小町」とは平安時代前期の歌人、小野小町の名にあやかって付けられた冠。絶世の美女だったとの伝説が残る小野小町は、女性化粧料の商標に相応しく、紅屋にとって「美人＝紅」を連想させるものだったのだろう。
しかし、江戸時代の日本社会には商標制度がまだなく(日本で商標制度が始まるのは明治17年公布の「商標条例」から)、「小町紅」の名は紅平以外の紅屋でも広く使われた。紅屋平兵衛（紅平 ）の木村平兵衛が商標争いをするが、時すでに遅く、世に広く紅屋で使われていたという理由で争いに負けてしまう。京紅、小町紅と言えば紅平（べにへい）と世間ではなっていたが、他の紅屋の訴えもあって、小町紅は商品名では無いという結論に至ってしまい、木村平兵衛は落胆したと伝えられる。この経緯もあってか、紅平の引札には「元祖」と謳ったものが多い。
一方で、現在では伊勢半本店が小町紅の商標を取り｢小町紅」という名前を独占してるという矛盾が生じている。

現在は伊勢半本店と紅屋平兵衛の子孫、少数の職人などの関係者により、江戸時代から続く伝統製法で製造・販売を行っている。

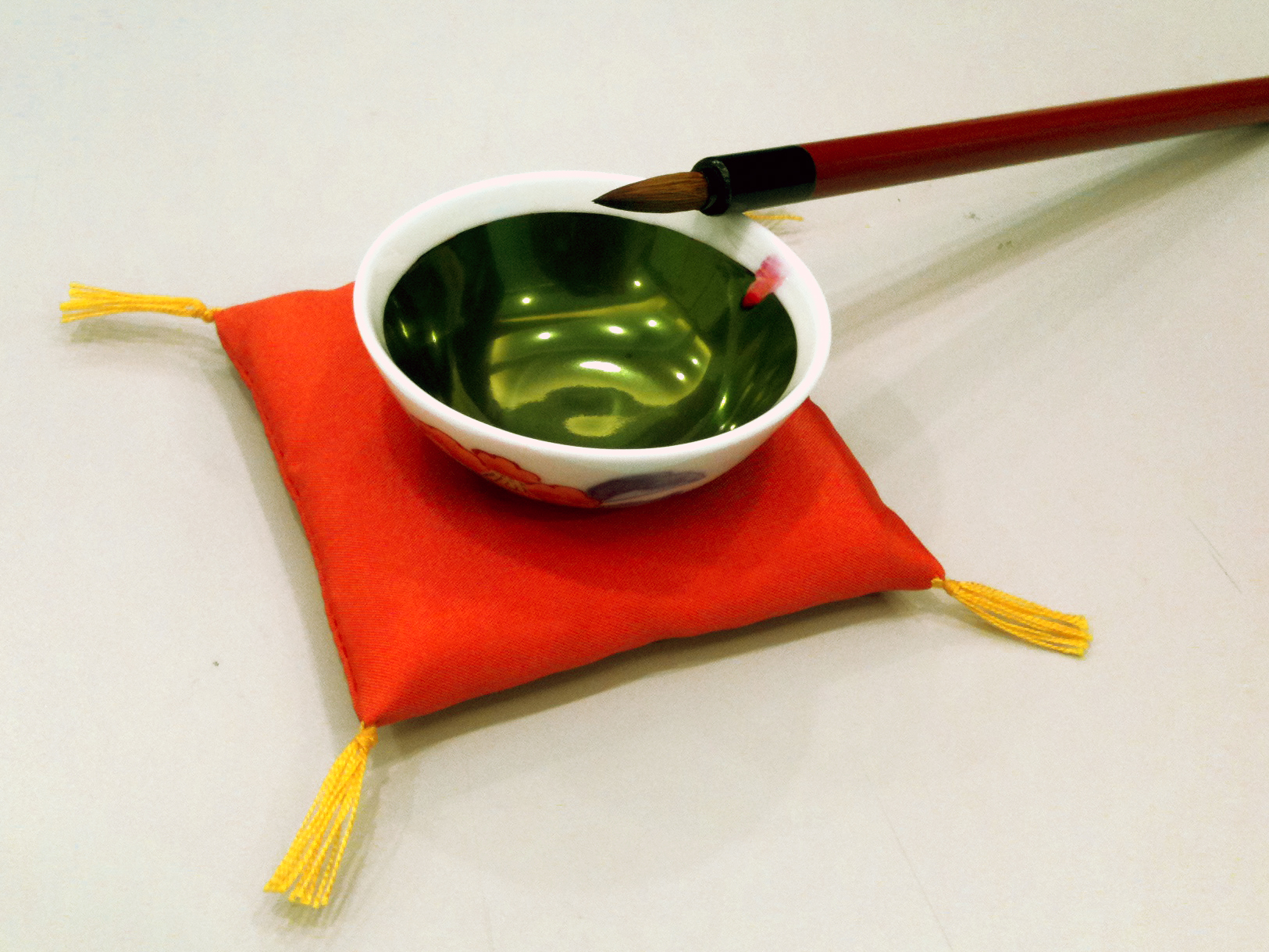
現代の小町紅

## 概要
江戸時代の口紅は、紅花の花弁に含まれるわずかな赤色色素を抽出し精製したもので、現在の油性基材の口紅とは異なる。口紅の製造は、紅屋または紅染屋が紅染めの兼業として行う形態が主であり、小間物屋や薬種問屋といった化粧品を扱う店では、紅屋から仕入れた口紅の卸売りを行うことが多かった。抽出・精製した口紅は、陶磁製の猪口や皿、あるいは貝殻などの内側に塗った状態で販売された。先般、新宿区の内藤町遺跡から「小町紅」と書かれた肥前系磁器の紅猪口（推定年代1780～江戸時代）が発掘されている。なお、紅の容器と思しきものが文献上に確認できるのは平安時代からで、『江家次第』に「口脂筥」、『香取宮遷宮用途記』には「紅粉佐良」、『類聚雑要抄』には「紅粉盤」とある。
天保2年（1832年）に出版された、当時のショッピングガイド誌『商人買物独案内』（京都編）には、「御用小町紅」として京都四条通麩屋町東の「紅平」（紅屋平兵衛）の名が収載されている。同書には、紅平以外にも「小町紅」を取り扱う店として、祇園町の高島屋喜兵衛、伊勢屋五三郎、美濃屋吉郎兵衛の店などを載せている。
前掲書に先立ち、江戸で出版された『江戸買物独案内』（文政7年・1824年刊行）によれば、江戸でも近江・伊勢系商人の店で「小町紅粉」を扱っていたことが確認できる。口紅の製造の主体は長く京都にあり、江戸ではもっぱら下り物を扱っていた。江戸で口紅の製造・販売が行われるようになるのは、江戸時代後期以降と考えられている。
小町紅は、当時の口紅のいわばトップブランドで、良質ゆえに非常に高価であった。一般庶民が容易く購入できる口紅ではなく、主な購入者は御殿女中や豪商の婦女子、花柳界の遊女といった粋筋の人々だった。良質な紅は、容器の内側に塗り自然乾燥させると、赤色ではなく笹色（玉虫色）の輝きを放った。『江戸買物独案内』の中に「笹色飛光紅」を扱う「玉屋」（玉屋善太郎の店）という紅問屋の広告が収められている。玉屋はもともと京都の紅問屋で、小町紅の販売を行っており、江戸の日本橋本町二丁目に出店していた。『熈代勝覧』本町二丁目の風景の中に玉屋が描かれており、同資料には当時の紅屋の看板であった赤い幟が、玉屋の脇に確認できる。

## 参考
- 名所江戸百景：56. 駒形堂吾嬬橋には、紅屋の看板であった赤い幟が描かれている。